# Zdrawko Zanew
Zdrawko Zanew (bułg. Здравко Занев) (ur. 7 sierpnia 1974) – bułgarski strongman.
Mistrz Bułgarii Strongman w latach 2001, 2002, 2003, 2005 i 2007.

## Osiągnięcia strongman
- 2001
  - 1. miejsce - Mistrzostwa Bułgarii Strongman
- 2002
  - 1. miejsce - Mistrzostwa Bułgarii Strongman
- 2003
  - 1. miejsce - Mistrzostwa Bułgarii Strongman
- 2005
  - 1. miejsce - Mistrzostwa Bułgarii Strongman
- 2007
  - 1. miejsce - Mistrzostwa Bułgarii Strongman
- 2008
  - 12. miejsce - Liga Mistrzów Strongman 2008: Sofia
  - 7. miejsce - Liga Mistrzów Strongman 2008: Mamaia